# 70 лет создания Запорожской области
70 лет создания Запорожской области — юбилейная монета номиналом 2 гривны, выпущенная Национальным банком Украины, посвящённая Запорожской области, основой экономического потенциала которой является мощный индустриальный комплекс и знаменитые плодородные чернозёмы, края с богатой историей, одном из центров формирования запорожского казачества.
Монета введена в обращение 17 декабря 2009 года. Она относится к серии «Области Украины».

## Описание и характеристика
| Номинал грн. | Металл     | Масса, грамм | Диаметр, мм. | Качество изготовления     | Гурт     | Тираж, штук |
| ------------ | ---------- | ------------ | ------------ | ------------------------- | -------- | ----------- |
| 2            | нейзильбер | 12,8         | 31,0         | специальный анциркулейтед | рифлёный | 45 000      |

### Аверс
На аверсе монеты изображён герб Запорожской области, слева от которого — логотип Монетного двора Национального банка Украины, и вверху размещён малый Государственный Герб Украины, надпись полукругом «НАЦІОНАЛЬНИЙ БАНК УКРАЇНИ», декоративный орнамент с дубовыми листьями, внизу год чеканки и номинал монеты — «2009» / «ДВІ ГРИВНІ».

### Реверс
На реверсе монеты изображена такая композиция: на переднем плане на фоне стилизованных волн Днепра каменная баба, характерная для степной части Украины, пушка времён Запорожской Сечи, на втором плане Днепрогэс, вверху полукругом надпись «ЗАПОРІЗЬКА 1939 ОБЛАСТЬ», после которого декоративный орнамент с дубовыми листьями.

## Авторы
- Художник — Иваненко Святослав.
- Скульптор — Иваненко Святослав.

## Цена монеты
Цена монеты - 15 гривен была указана на сайте Национального банка Украины в 2013 году.
Фактическая приблизительная стоимость монеты, с годами менялась так:
| Год        | 2010 | 2011 | 2012 | 2013 | 2014 | 2015 | 2016 | 2017 | 2018 |
| ---------- | ---- | ---- | ---- | ---- | ---- | ---- | ---- | ---- | ---- |
| Цена, грн. | 20   | 25   | 30   | 30   | 25   | 35   | 45   | 55   | 60   |